# Veasna Troeung
Veasna Troeung (* 10. Dezember 1989) ist ein Badmintonspieler aus Kambodscha. 

## Sportliche Karriere
Veasna Troeung konnte sich für die Südostasienspiele 2007, die Südostasienspiele 2009 und die Asienmeisterschaft 2010  qualifizieren. Bei den Südostasienspielen 2007 scheiterte er im Herreneinzel im Achtelfinale an Yeoh Kay Bin. Auch im Doppel mit Saravuth Prum war im Achtelfinale Endstation, wo sie den späteren Finalisten Hendra Gunawan und Joko Riyadi aus Indonesien deutlich unterlagen. Mit dem Team schied er im Viertelfinale gegen Malaysia aus. Auch 2009 schied die Mannschaft im Viertelfinale aus, diesmal mit 0:3 gegen Thailand.
Im Thomas Cup 2008 unterlag er mit dem kambodschanischen Team gegen Indien mit 0:5 in der ersten Qualifikationsrunde.